# 이토이자와역
이토이자와역(일본어: 糸魚沢駅)은 일본 홋카이도 앗케시 군 앗케시정에 있었던 홋카이도 여객철도 네무로 본선의 역이다 (폐역). 단선 승강장 1면 1선 구조의 지상역이다.

## 역 주변
- 국도 제44호선

## 역사
- 1919년 11월 25일 : 개업.
- 1984년 3월 1일 : 무인화.
- 1987년 4월 1일 : 민영화에 따라, 홋카이도 여객철도로 이관.
- 2022년 3월 12일 : 이용객 감소, JR 시간표 개정으로 인하여 폐지.

## 인접 정차역
| 홋카이도 여객철도 네무로 본선 | 홋카이도 여객철도 네무로 본선 | 홋카이도 여객철도 네무로 본선 |
| ----------------------------- | ----------------------------- | ----------------------------- |
| 앗케시 구시로 방면            | 네무로 본선                   | 자나이 네무로 방면            |